# Bartolomeu Bueno da Silva
Bartolomeu Buena da Silva (Parnahyba, 1672 - Vila Boa de Goiás, 1740) conocido como segundo Anhanguera (transliteración de "diablo viejo"), fue un bandeirante paulista. Con sólo 12 años empezó a acompañar a su padre, también llamado Bartolomeu Bueno da Silva, en las expediciones al interior de la Capitanía de San Vicente que hoy corresponde al actual territorio del estado de Goiás. Con el descubrimiento de oro en Minas Gerais, se estableció en Sabará y luego en São João do Paraíso y Pitangui, donde fue nombrado asistente del distrito. Fue padre de Amador Bueno y Francisco Bueno, personajes importantes de la historia paulistana.

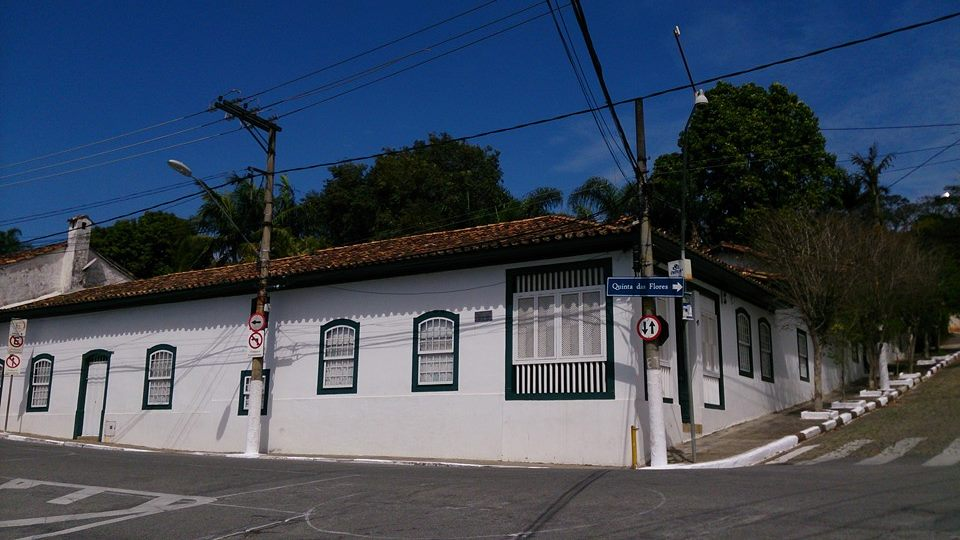
Casa donde nació Bartolomeu Bueno da Silva en Santana de Parnaíba

En 1720, volvió a Santana de Parnaíba y escribió una carta a Don João V de Portugal pidiendo permiso para volver a Goiás, donde su padre había encontrado oro. A cambio, pedía el derecho a cobrar impuestos en los cruces de ríos en el camino a las minas de Goiás. La oferta fue aceptada y se organizó la expedición. En 1722, partió de São Paulo con la intención de volver a recorrer el interior que había visitado cuarenta años antes con su padre. Durante casi tres años, y con muchas dificultades, exploró el interior de Goiás en busca de la legendaria Serra dos Martírios. Finalmente, con más de 50 años, encontró oro en el río Rojo
Fue nombrado capitán mayor de las minas por Juan V en 1726 y, más tarde, coronel de la ordenanças y capitán mayor de Vila Boa Fundó el Arraial de Santana, que se convirtió en la Vila Boa de Goiás en 1736 (aunque algunas fuentes señalan que fue en 1739 y que en 1736 lo único que se hizo fue la expedición de la orden real). 

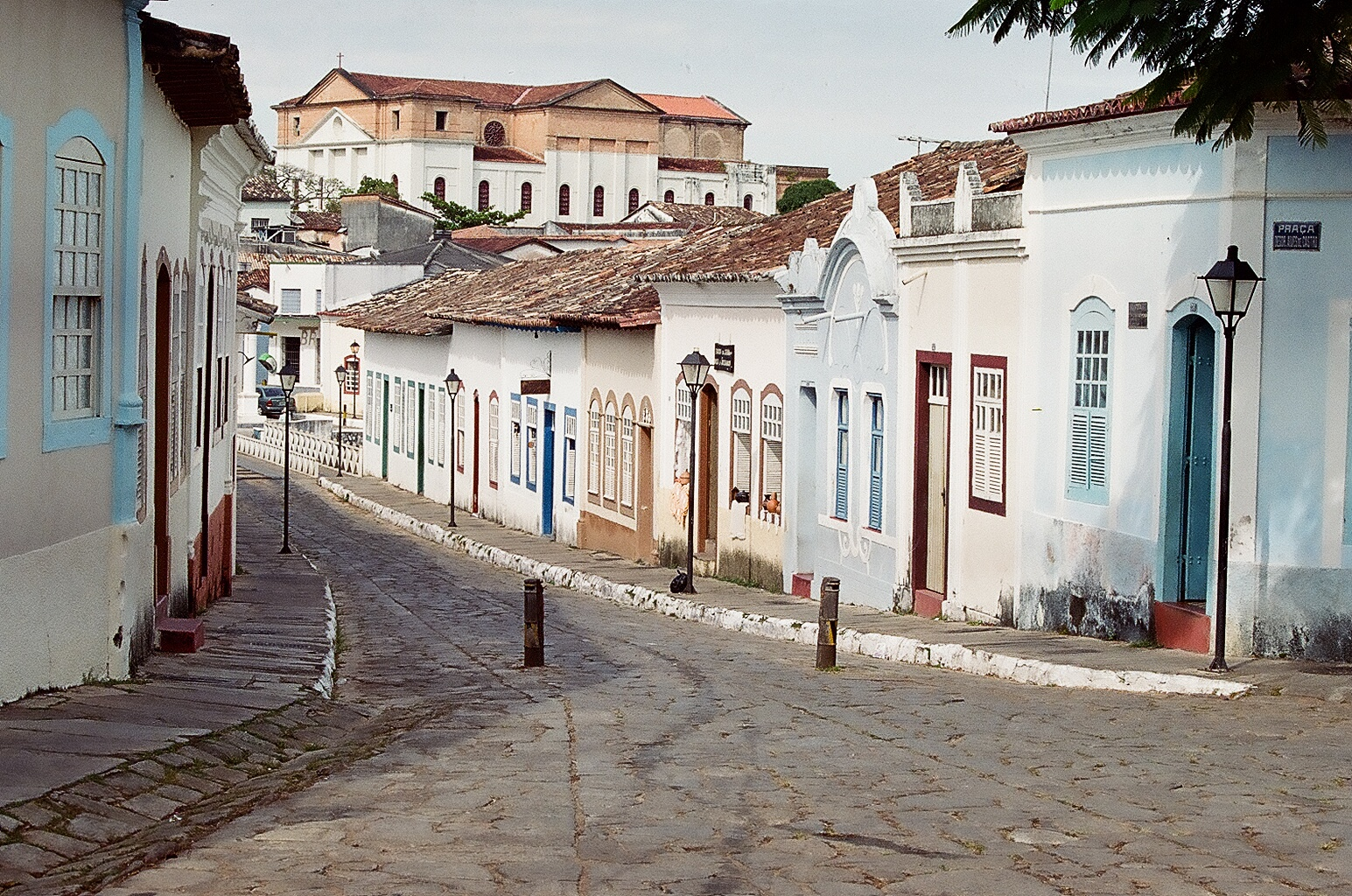
Rua do Conjunto Arquitetônico da Cidade de Goiás, Goiás, Brasil